# ألفريدو بيندا

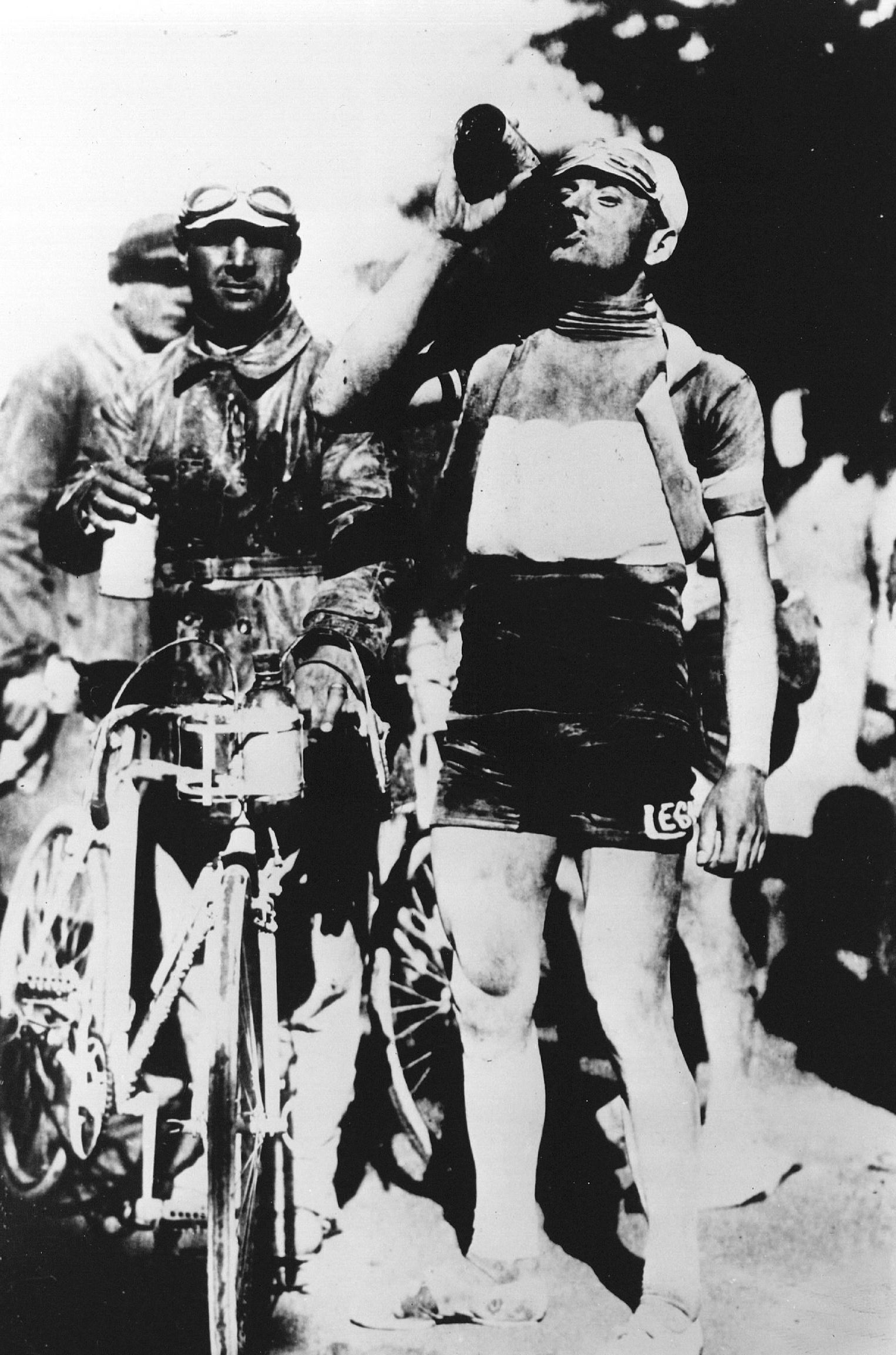
الدراج الإيطالي ألفريدو بيندا سنة 1924.

ألفريدو بيندا،(Alfredo Binda)، دراج إيطالي سابق، متخصص في صنف سباق الطريق. ولد في 11 أغسطس 1902 في تشيتيغليو، إحدى قرى مقاطعة فاريزي، شمال إيطاليا وتوفي في 19 يوليو 1986 بمسقط رأسه تشيتيغليو. يعد من أبرز دراجي فترة ما بين الحربين. هو أول بطل للعالم في سباق الطريق، سنة 1927، إلا أن تألق الأكبر كان في طرقات إيطاليا العشرينات، حيث فاز بطواف إيطاليا 5 مرات، منها ثلاث متتالية بين 1927 و1929.

## سيرته الرياضية
عرف ألفريندو بيندا، وسط الصحافة الإيطالية، بلقب «الجيوكندا» (La Gioconda)، لابتسامته الدائمة، كما عرف أيضا بلقب «سيد الجبال» (Il Signore della Montagna) لتفوقه في المراحل الجبلية و«بالدراج الذي لا يقهر» (L'Imbattibile)، بعد سيطرته على طواف إيطاليا في عشرينات القرن العشرين. عرف كذلك بخاصية فريدة وهي قطعه مراحل التسلق في وضعية جلوس، بعكس الوضعية الراقصة التي ينهجها أغلب الدراجين.

فاز سنة 1925، بأول طواف إيطاليا، في مشواره، وهو ابن الثالثة والعشرين. كرر الإنجاز في نسخة 1927، بعد فوزه ب 12 مرحلة (من أصل 15). في طواف 1929، الذي فاز به لرابع مرة، سيفوز بثماني مراحل متتابعة. حتى لا تقتل رتابة فوزه المنهجي تشويق الطواف، سيفلح المنظمون في مقايضة بيندا بالمال لألا يشارك في نسخة 1930. سيعود، من جديد، سنة 1933 ليفوز بخامس طواف إيطاليا في مشواره. استمر مشواره الاحترافي بين 1922 و1935، وعلاوة على طوافات إيطاليا الخمس، فاز بلقب بطولة العالم للطريق سنوات 1927 و1930 و1932.

بين 1948 و1960، سيتكفل بالإدارة التقنية للمنتخب الإيطالي لسباق الدراجات، والذي حقق معه لقب الفرق خلال طواف فرنسا 1960.

## إنجازاته

### طواف إيطاليا
- 1925 : متصدر الترتيب العام
- 1927 : متصدر الترتيب العام
- 1928 : متصدر الترتيب العام
- 1929 : متصدر الترتيب العام
- 1933 : متصدر الترتيب العام

### بطولة العالملسباق الطريق
- بطل العالم، في سباق الطريق سنوات 1927، 1930 و1932.

### سباقات أو مراحل فاز بها
| التاريخ        | السباق                                                                  | المركز                  |
| -------------- | ----------------------------------------------------------------------- | ----------------------- |
| 01 يناير 1924  | Tour du Sud-Est 1924                                                    | الفائز في التصنيف العام |
| 01 يناير 1925  | 1925 غران بيمونتي                                                       |                         |
| 01 يناير 1925  | Milan-Modène 1925                                                       |                         |
| 12 أبريل 1925  | سباق باريس روبيه 1925                                                   | السابع في التصنيف العام |
| 07 يونيو 1925  | طواف إيطاليا 1925                                                       | الفائز في التصنيف العام |
| 05 سبتمبر 1925 | 1925 طواف إيميليا                                                       |                         |
| 04 نوفمبر 1925 | طواف لومبارديا 1925                                                     | الفائز في التصنيف العام |
| 01 يناير 1926  | غران بيمونتي 1926                                                       | الفائز في التصنيف العام |
| 01 يناير 1926  | Milan-Modène 1926                                                       | الفائز في التصنيف العام |
| 06 يونيو 1926  | طواف إيطاليا 1926                                                       |                         |
| 20 يونيو 1926  | 1926 Giro della Romagna                                                 |                         |
| 08 أغسطس 1926  | 1926 Giro del Veneto                                                    |                         |
| 28 أغسطس 1926  | جيرو دي توسكانا 1926                                                    | الفائز في التصنيف العام |
| 28 أغسطس 1926  | جيرو دي توسكانا 1926                                                    |                         |
| 31 أكتوبر 1926 | طواف لومبارديا 1926                                                     | الفائز في التصنيف العام |
| 28 نوفمبر 1926 | 1926 Roma–Napoli–Roma                                                   | الفائز في التصنيف العام |
| 01 يناير 1927  | غران بيمونتي 1927                                                       | الفائز في التصنيف العام |
| 01 يناير 1927  | بطولة العالم لسباق الدراجات على الطريق 1927 – سباق الطريق الفردي للرجال | الفائز في التصنيف العام |
| 03 أبريل 1927  | ميلان-سان ريمو 1927                                                     |                         |
| 06 يونيو 1927  | طواف إيطاليا 1927                                                       | الفائز في التصنيف العام |
| 10 يوليو 1927  | جيرو دي توسكانا 1927                                                    | الفائز في التصنيف العام |
| 04 سبتمبر 1927 | طواف إيميليا 1927                                                       |                         |
| 30 أكتوبر 1927 | طواف لومبارديا 1927                                                     | الفائز في التصنيف العام |
| 01 يناير 1928  | Milan-Modène 1928                                                       |                         |
| 25 مارس 1928   | ميلان-سان ريمو 1928                                                     |                         |
| 22 أبريل 1928  | روند أم كولن 1928                                                       | الفائز في التصنيف العام |
| 03 يونيو 1928  | طواف إيطاليا 1928                                                       | الفائز في التصنيف العام |
| 29 يوليو 1928  | 1928 Giro del Veneto                                                    | الفائز في التصنيف العام |
| 01 يناير 1929  | 1929 غران بيمونتي                                                       |                         |
| 19 مارس 1929   | ميلان-سان ريمو 1929                                                     | الفائز في التصنيف العام |
| 21 أبريل 1929  | 1929 Giro della Romagna                                                 | الفائز في التصنيف العام |
| 09 يونيو 1929  | طواف إيطاليا 1929                                                       | الفائز في التصنيف العام |
| 01 يناير 1930  | بطولة العالم لسباق الدراجات على الطريق 1930 – سباق الطريق الفردي للرجال | الفائز في التصنيف العام |
| 04 مايو 1930   | جيرو دي توسكانا 1930                                                    |                         |
| 26 أكتوبر 1930 | 1930 طواف لومبارديا                                                     |                         |
| 22 مارس 1931   | ميلان-سان ريمو 1931                                                     | الفائز في التصنيف العام |
| 25 أكتوبر 1931 | طواف لومبارديا 1931                                                     | الفائز في التصنيف العام |
| 01 يناير 1932  | بطولة العالم لسباق الدراجات على الطريق 1932 – سباق الطريق الفردي للرجال | الفائز في التصنيف العام |
| 20 مارس 1932   | ميلان-سان ريمو 1932                                                     |                         |
| 17 أبريل 1932  | 1932 Giro di Campania                                                   |                         |
| 01 مايو 1932   | جيرو دي توسكانا 1932                                                    |                         |
| 28 يونيو 1933  | طواف إيطاليا 1933                                                       | الفائز في التصنيف العام |

## روابط خارجية
- ألفريدو بيندا على موقع أرشيف الدراجات (الإنجليزية)
- ألفريدو بيندا على موقع إحصائيات الدراجات الإحترافية (الإنجليزية)
- ألفريدو بيندا على موقع CycleBase (الإنجليزية)